# مرات بلج
مرات بلج (وُلد في 16 آذار 1943) هو أكاديمي تركي، ومترجم، وناقد أدبي، وكاتب عمود، وناشط في مجال الحقوق المدنية، ومرشد سياحي في بعض الأحيان.

## الحياة المهنية
كان بلج عضوًا في اللجنة المنظمة لمؤتمر أكاديمي لمدة يومين بدأ في 24 أيلول 2005، الذي عُقد في جامعة إسطنبول بيلجي في إسطنبول، بعنوان "الأرمن العثمانيون أثناء تراجع الإمبراطورية: قضايا المسؤولية العلمية والديمقراطية". وقد طرح المؤتمر نزاعًا مفتوحًا حول الرواية التركية الرسمية للإبادة الجماعية للأرمن، وقد أدانه القوميون باعتباره خائنًا.
أدت تصريحات بلج إلى الحكم عليه بالسجن لمدة عشر سنوات بسبب انتقاده للحظر القضائي؛ وقد تمت تبرئته. وعلق أيضًا قائلاً: "إن علاقتنا بتاريخنا غير صحية للغاية... إنها في الأساس عبارة عن مجموعة من الأكاذيب".
توجد مذكرة عسكرية تركية مسربة، مؤرخة في نوفمبر/تشرين الثاني 2006 (نشرتها نوكتا في مارس/آذار 2007، قبل إغلاقها)، تتضمن قائمة بالصحفيين الذين اعتبرتهم القوات المسلحة التركية "جديرين بالثقة" و"غير جديرين بالثقة". ورد مرات بلج على أنه "غير جدير بالثقة".

## الحياة الشخصية
منذ أوائل الثمانينيات، كان مرشدًا للجولات السياحية في قصور الواجهة البحرية في إسطنبول.   وهو متزوج من الممثلة هيل سويغازي.[بحاجة لمصدر]

## روابط خارجية
- أعمدة لطرف
- أعمدة لراديكال
- مقالات للديمقراطية المفتوحة